# Stanislas Barthélémy
Stanislas Barthélémy, genannt Stanislas (geboren 1961 in Rennes), ist ein französischer Comicautor. Er ist Mitgründer des Verlags L’Association. Aufgrund seines unverkennbaren Zeichenstils, der von der Ligne claire beeinflusst ist, wird er oft für Werbeaufträge gebucht.

## Biographie
Während seines Architekturstudiums veröffentlichte er Werke in zwei Comic-Fanzines: Électrode (1982) und Recto-Verso (1983) im Rahmen der AjBD unter der Leitung von Christian Lary (Werkstattleiter der Bandes-dessinées-Werkstätten vom Pariser ADAC).
1983 begegnete er Jean-Christophe Menu aus Versaille, dem Leiter des Fanzines Le Lynx à tifs und der „Association pour l’apologie du neuvième art libre“ (AANAL). Diese Begegnung führte zu einer Beteiligung Barthélémys ab der dritten Ausgabe und einer Veröffentlichung eines kleinen Albums im Rahmen der Sammlung „Patte de Mouche“ (1985). Im Jahr 1986 veröffentlicht Stanislas in der Sammlung X sein erstes im Buchhandel erhältliches Album, ein zweites folgt 1988. Zur selben Zeit arbeitet er an mehreren Jugendzeitschriften wie Tintin Reporter oder J’aime lire.
1990 ist Stanislas Mitbegründer des Comic-Verlagshauses L’Association zusammen mit Menu, Lewis Trondheim, David B., Matt Konture, Patrice Killoffer und Mokeït, bringt dort regelmäßig Beiträge im Magazin Lapin und veröffentlicht in dessen Rahmen mehrere Alben, darunter Le Galérien im Jahr 1994.
Gleichfalls erschafft er fünf „Pattes de mouche“ und zeichnet zu einem Text von Anne Baraou Au passage du Pourquoi pas, (2001).
1995 veröffentlicht der Verlag PMJ éditions eine Anthologie zu Stanislas’ Figur Toutinox, zu der seit den frühen 1980er Jahren Geschichten erschienen.
Ebenfalls in den 1990ern erschafft er zusammen mit dem Texter Laurent Rullier eine Abenteuer-Comic-Serie für den Massenmarkt namens „Victor Levallois“. Drei Alben daraus werden zwischen 1990 und 1994 vom Verlag „Alpen Publishers“ herausgebracht. Danach begann Barthélémy eine Bande-dessinée-Biografie von Hergé, dem belgischen Erschaffer von Tim und Struppi. Die Texte wurden von José-louis Bocquet und Jean-Luc Fromental geschrieben, das Werk wurde 1999 im Verlag „Reporter“ veröffentlicht. Zwei Jahre später, 2001, gibt „Reporter“ eine Wiederveröffentlichung seiner Strips von Savant fou heraus, die zuvor u. a. in Je bouquine erschienen waren. Eine weitere Wiederveröffentlichung gibt es 2004: Les Humanoïdes associés bringen die drei Bände von Victor Levallois neu und zusätzlich eine Ersterscheinung eines vierten heraus.
2005 veröffentlicht die Association im Rahmen der eigenen „Archives“-Reihe eine umfangreiche Sammlung seiner Jugendwerke zusammen mit einem langen Interview. Stanislas verlässt 2006 im Streit mit Jean-Christophe Menu die Organisation, was seinem Schaffen aber keinen Abbruch tut: 2007 bringt Delcourt Le Grand Animateur heraus, dies ist der elfte Band in der Serie Donjon Monsters, die Texte stammen von Lewis Trondheim und Joann Sfar.
Zwischen 2011 und 2013 gibt Dargaud zwei Bände seiner neuen Serie Le Perroquet des Batignolles heraus, zu welcher er gemeinsam mit Jacques Tardi und Michel Boujut die Texte verfasst.

## Werke

### Alben
- La Grande Course, Futuropolis, Sammlung « X », 1986.
- Le Pigeon, Futuropolis, Sammlung « X », 1988.
- Victor Levallois (Zeichnungen), mit Laurent Rullier (Text):

1. Trafic en Indochine, Alpen Publishers, 1990.
2. La Route de Cao Bang, Alpen Publishers, 1992.
3. Le Manchot de la butte rouge, Alpen Publishers, 1994.
4. La Ballade des clampins, Les Humanoïdes Associés, 2004.

- Veröffentlichungen in Lapin, Ausgaben 1 bis 31, L’Association, 1991–2002.
- Stan Parade, L’Association, Sammlung « Patte de Mouche », 1992.
- Le Galérien, L’Association, Sammlung « Ciboulette », 1994.
- Toutinox raconte, P.M.J. éditions, 1995.
- Veröffentlichungen in Fusée Ausgaben Nr. 1–4 und 6, 1996–1999.
- L'Homme-autruche, L’Association, Sammlung « Patte de Mouche », 1998.
- Ivan Prince des étoiles. Le 9ème monde, 1998.
- Les Aventures d’Hergé (Zeichnungen), mit Jean-Luc Fromental und José-Louis Bocquet (Text), Reporter, 2001. Erweiterte Neuauflage 2007.
- Au passage du pourquoi-pas (Zeichnung), mit Anne Baraou (Text), L’Association, Sammlung « Ciboulette », 2001.
- Le Savant fou, Reporter, 2001. Neuauflage durch Les Rêveurs, 2013.
- Les Vies d'Hector Gaulois, L’Association, Sammlung « Patte de Mouche », 2003.
- Bonne Année, L’Association (Mitgliedsgeschenk), Sammlung « Vœux de Mouche », 2004.
- Archives Stanislas, L’Association, Sammlung « Archives », 2005.
- La Chute de l'ange, L’Association, Sammlung « Patte de Mouche », 2006.
- Donjon Monsters, Nr. 11: Le Grand Animateur (Zeichnungen), mit Joann Sfar und Lewis Trondheim (Text), Delcourt, Sammlung « Humour de rire », 2007.
- Deux enfants sur la Lune, Thierry Magnier, Sammlung « Petite Poche BD », 2008
- L'Abécédaire illustré de Stanislas, Thierry Magnier, 2008.
- Objets du XXer siècle, L’Association, Sammlung « Mimolette », 2008.
- Le Perroquet des Batignolles (Zeichnungen), mit Jacques Tardi und Michel Boujut (Text), Dargaud.

1. L'Énigmatique Monsieur Schmutz, 2011 ISBN 978-2-205-06360-8.
2. La Ronde des canards, 2014 ISBN 978-2-205-06788-0.

### Figurines
- Le Galérien et la Sirène. CBG Mignot & Les Amis de Freddy, 2011.